# Raymond (Vorname)
Raymond ist ein männlicher Vorname.

## Herkunft und Verbreitung des Namens
Es ist die französische und englische Variante des Namens Raimund – Näheres siehe dort.

## Namensträger
- Raymond von Marseille, französischer Astronom des 12. Jahrhunderts

- Raymond Aron (1905–1983), französischer Soziologe
- Raymond Aubrac (1914–2012), französischer Bauingenieur und führendes Mitglied der Résistance
- Raymond J. Bär (* 1959), Schweizer Bankmanager
- Raymond van Barneveld (* 1967), niederländischer Dartspieler
- Raymond Barre (1924–2007), französischer Politiker, Premierminister
- Raymond Berry (* 1933), US-amerikanischer American-Football-Spieler und -Trainer
- Raymond Bouchex (1927–2010), französischer römisch-katholischer Bischof
- Raymond Boudon (1934–2013), französischer Soziologe und Philosoph
- Raymond J. Bowman (1924–1945), US-amerikanischer Soldat
- Raymond Leo Burke (* 1948), US-amerikanischer Erzbischof und Kurienkardinal der römisch-katholischen Kirche
- Raymond Burr (1917–1993), kanadischer Schauspieler
- Raymond Carver (1938–1988), US-amerikanischer Schriftsteller und Dichter
- Raymond Bernard Cattell (1905–1998), US-amerikanischer Psychologe
- Raymond Chandler (1888–1959), US-amerikanischer Schriftsteller
- Raymond Domenech (* 1952), französischer Fußballspieler und -trainer
- Raymond Smith Dugan (1878–1940), US-amerikanischer Astronom
- Raymond Eid (1930–2012), libanesischer Erzbischof von Damaskus
- Raymond Federman (1928–2009), französisch-amerikanischer Schriftsteller
- Raymond Feist (* 1945), US-amerikanischer Schriftsteller
- Raymond Field (* 1944), irischer römisch-katholischer Bischof
- Raymond FitzGerald (* 12. Jahrhundert; † zwischen 1189 und 1200), Befehlshaber bei der Anglonormannischen Eroberung von Irland, ab 1174 Constable von Irland
- Raymond Flaherty (1903–1994), US-amerikanischer American-Football-Spieler und -Trainer
- Raymond Fung, US-amerikanischer Snookerspieler
- Raymond Gosling (1926–2015), britischer Physiker
- Raymond Hauge (* 1971), norwegischer Poolbillardspieler
- Raymond Allen Jackson (1927–1997), britischer Karikaturist
- Raymond E. Jordan (1895–1967), US-amerikanischer Politiker
- Raymond Kennedy (1934–2008), US-amerikanischer Schriftsteller
- Raymond A. King (* ≈1940), US-amerikanischer Jazzpianist
- Raymond Kopa (1931–2017), französischer Fußballspieler
- Raymond Kurzweil (* 1948), US-amerikanischer Erfinder und Autor
- Raymond Lefèvre (1929–2008), französischer Orchesterleiter und Komponist
- Raymond Leppard (1927–2019), britischer Dirigent, Komponist und Cembalist
- Raymond Mays (1899–1980), britischer Automobilrennfahrer und Unternehmer
- Raymond Moody (* 1944), US-amerikanischer Psychiater und Philosoph
- Raymond T. Odierno (1954–2021), US-amerikanischer General
- Raymond Parker (1913–1982), US-amerikanischer American-Football-Spieler und -Trainer
- Raymond Pognon (1873–1959), französischer Résistancekämpfer
- Raymond Poulidor (1936–2019), französischer Radrennfahrer
- Raymond Queneau (1903–1976), französischer Schriftsteller
- Raymond Radiguet (1903–1923), französischer Schriftsteller
- Raymond Reding (1920–1999), belgischer Comiczeichner
- Raymond Albert Romano (* 1957), US-amerikanischer Schauspieler und Comedian
- Raymond Rosenthal (1914–1995), US-amerikanischer Literaturübersetzer
- Raymond Roussel (1877–1933), französischer Schriftsteller
- Raymond Saladin (1889–1975), französischer Automobilrennfahrer
- Raymond Shiner (1923/24–1999), US-amerikanischer Jazzmusiker
- Raymond Smullyan (1919–2017), US-amerikanischer Mathematiker
- Raymond Tschumi (1924–2015), Schweizer Schriftsteller, Dichter und Dozent